# Ardentown (Delaware)
Ardentown je selo u američkoj saveznoj državi Delaware. Prema popisu stanovništva iz 2010. u njemu je živjelo 264 stanovnika.